# Achille Vianelli

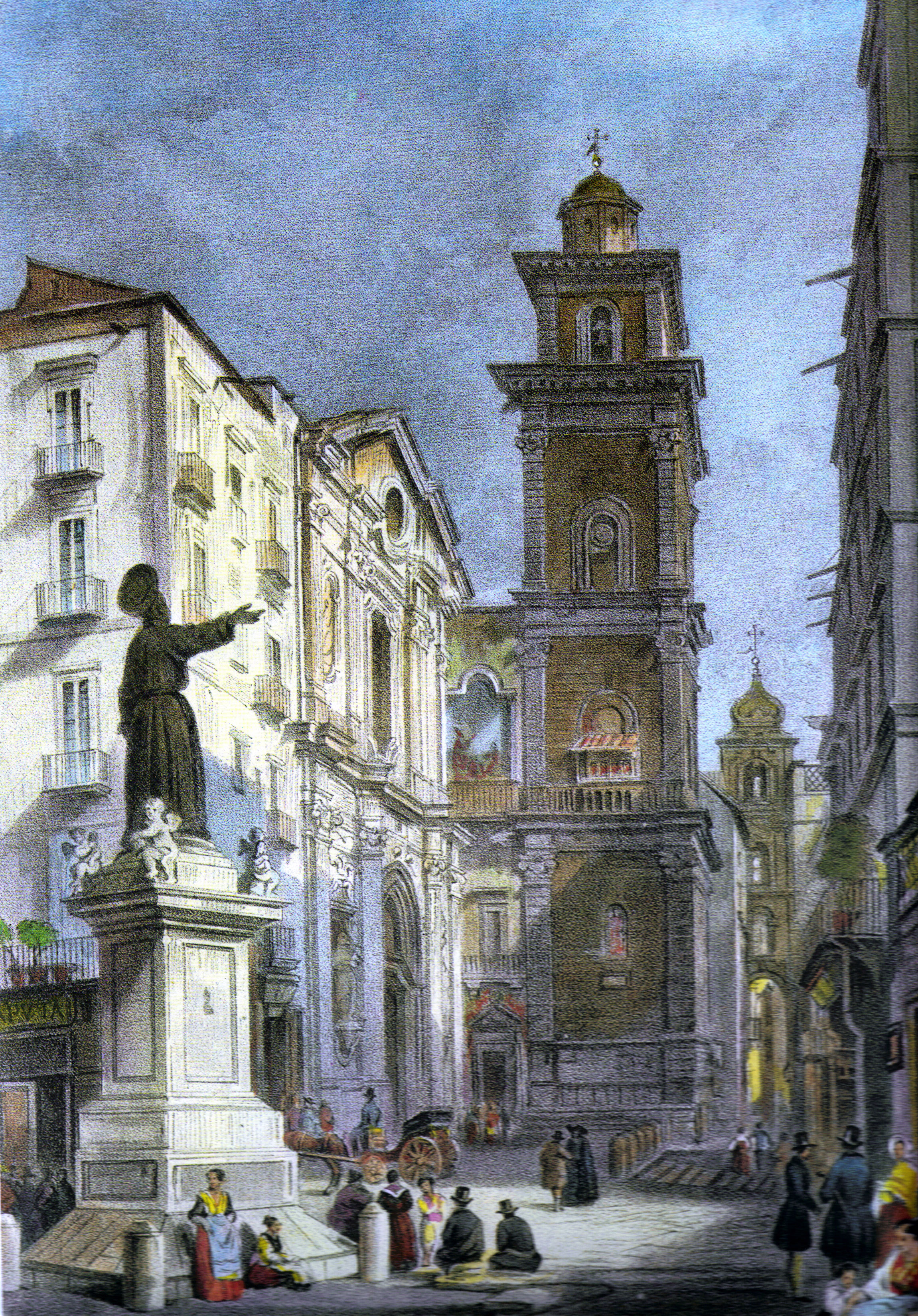
Achille Vianelli, Piazza San Gaetano e chiesa di San Lorenzo Maggiore (Napoli), 1845, litografia

Achille Vianelli (Porto Maurizio, 21 dicembre 1803 – Benevento, 2 aprile 1894) è stato un pittore e incisore italiano con cittadinanza francese.

## Biografia
Il padre Giovan Battista, veneto di origine, aveva sposato una parigina e perciò mutato il nome in Vianelly o Viennelly e assunto la nazionalità francese, divenendo agente consolare napoleonico a Porto Maurizio. Achille mantenne il nuovo cognome e la nazionalità francese, fin dopo il 1938. 
Da Porto Maurizio la famiglia si era trasferita ad Otranto, dove Achille trascorse la sua giovinezza. Nel 1819 era a Napoli, per studiare pittura; ma padre e sorella tornarono in Francia, per ricongiungersi a lui solo nel 1826.
A Napoli Achille divenne intimo di Giacinto Gigante, insieme al quale studiò il paesaggio ripreso dal vero, frequentando per qualche mese la scuola di Wolfgang Hüber - pittore tedesco specialista nella ripresa topografica di gusto accademico - poi divenne alunno di Anton Sminck van Pitloo, nel cui atelier ebbe origine, dal 1820, la Scuola di Posillipo, alla quale partecipò anche Vianelli ed alcuni degli altri allievi, come lo stesso Giacinto Gigante, Alessandro Fergola e Gabriele Smargiassi.
Negli anni trenta abbandonò gradualmente la pittura di paesaggio ad olio, per dedicarsi alle vedute prospettiche di piazze e di interni di chiese, realizzate con la tecnica dell'acquarello e in special modo con i monocromi a seppia, di cui sviluppò una pregevole tecnica. Molte delle sue vedute furono riprodotte all'acquaforte o litografate e pubblicate in volumi dedicati alla città di Napoli.
Nel 1848 si trasferì a Benevento, dove si dedicò alla pittura e nel 1850 fondò una scuola di disegno, nel Chiostro di Santa Sofia. Tra i suoi allievi vi fu Gaetano de Martini.

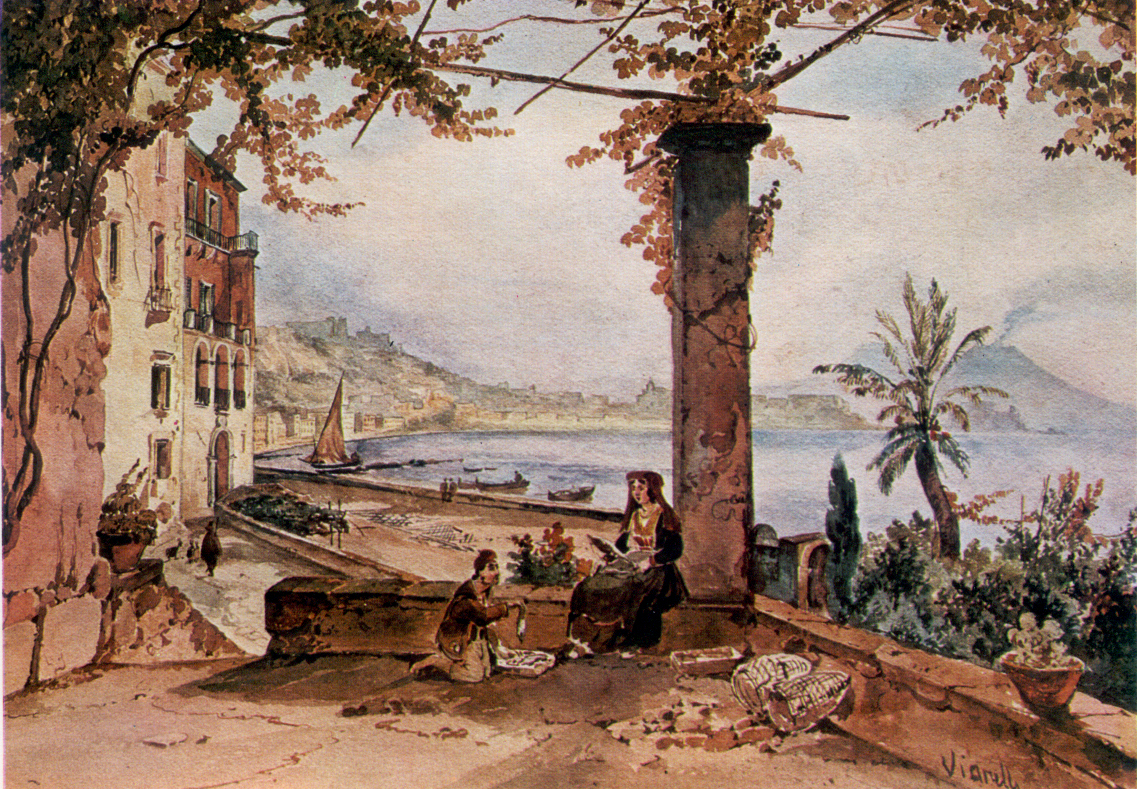
Achille Viannelli, Posillipo

La sua fama si diffuse in Francia e Luigi Filippo lo chiamò per dare lezioni di pittura al reː per questo motivo Achille Vianelli visse temporaneamente in Francia, fino al 1846. Morì a Benevento, all'età di 91 anni.
Il figlio Alberto, anch'egli pittore paesaggista, nato nel 1847, si trasferì nel 1875 a Parigi. 
Una sorella, Flora, aveva sposato nel 1826 Teodoro Witting, paesista ed incisore tedesco attivo a Napoli, e l'altra sorella, Eloisa, divenne nel 1831 moglie di Giacinto Gigante. Il nipote Gustavo Witting, figlio di Flora ed intrinseco di casa Gigante, fu anch'agli paesista, tra i tardi epigoni della Scuola di Posillipo.

### Opere nei musei
- Museo del Sannio, Benevento.
- Metropolitan Museum of Art, New York: Piazza di Andria, The Main Square in Andria (Bari).
- Galleria dell'Accademia di belle arti di Napoliː 11 disegni, firmati e datati, realizzati fra il 1836 e il 1864.[2]